# Tjiatura (distrikt)
Tjiatura (georgiska: ჭიათურის მუნიციპალიტეტი, Tjiaturis munitsipaliteti) är ett distrikt i Georgien. Det ligger i regionen Imeretien, i den centrala delen av landet. Arean är 542 kvadratkilometer.